# Suh Jung
Suh Jung (hangul: 서정, występowała także jako Jung Seo, ur. 19 czerwca 1972) – południowokoreańska aktorka. 

## Filmografia
- Hyazgar (Pustynny sen) (2007) (jako Jung Seo) jako Choi Soon-hee
- Noksaek uija (Zielone krzesło) (2005) jako Kim Mun-hee
- Geomi sup (Pajęczy las) (2004) jako Min Su-jin
- Dul hana sex (Żółty kwiat) (2002)
- Seom (Wyspa) (2000) jako Hee-Jin
- Bakha satang (Miętowy cukierek) (2000)